# Championnats d'Europe de beach-volley

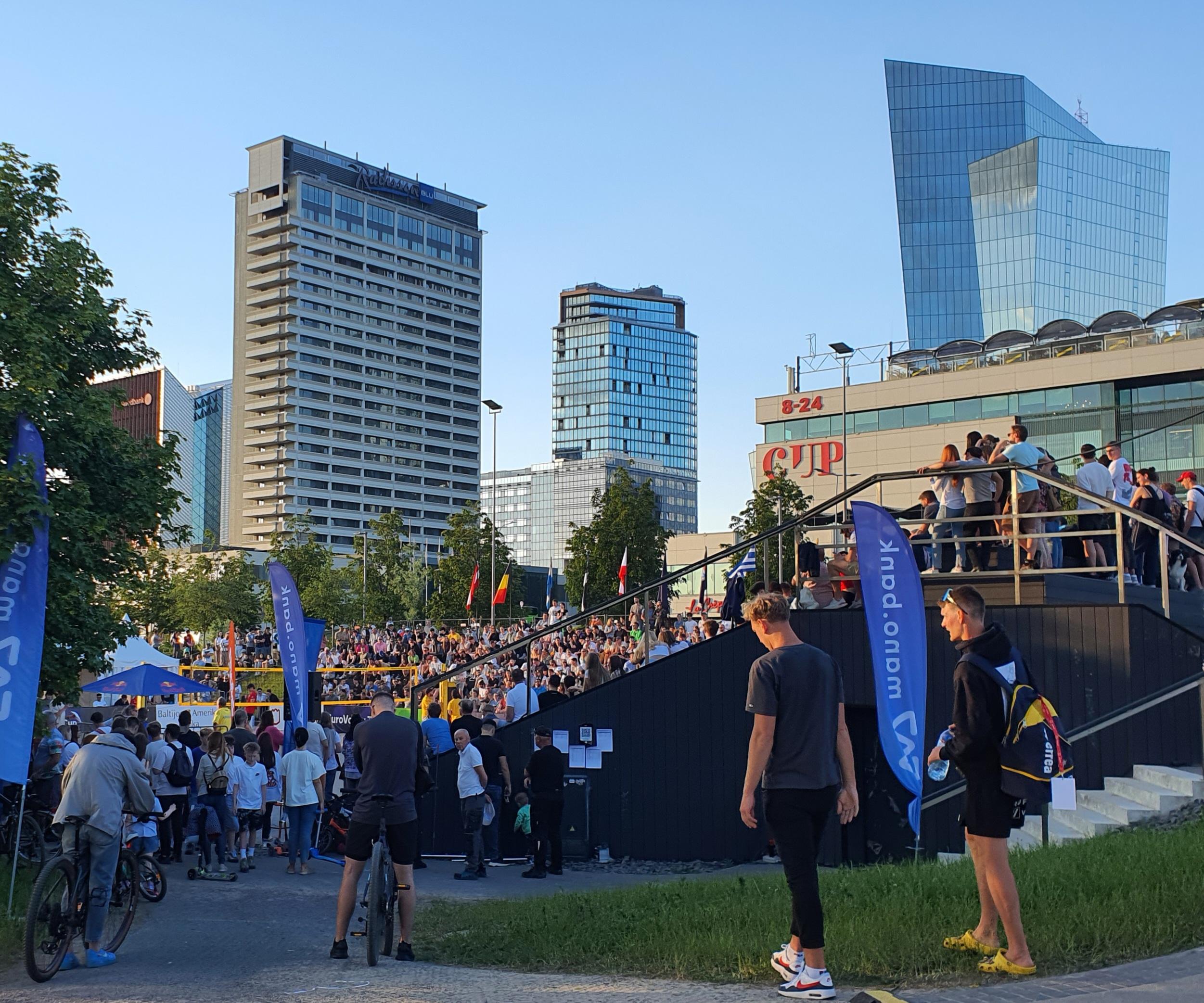
Championnats d'Europe de beach-volley à Vilnius, 2024.

Les Championnats d'Europe de beach-volley sont une compétition sportive où s'affrontent des équipes nationales de beach-volley. La compétition combine les tournois masculin et féminin, et est organisée annuellement par la Confédération européenne de volley-ball (CEV). En 1993, seuls les hommes participent au tournoi. Un an plus tard, les femmes jouent leur propre championnat. Depuis 1995, les deux tournois sont associés.

## Médaillés
| 1993 | Almería (hommes)     | Almería (hommes)     | France Jean-Philippe Jodard Christian Penigaud | Norvège Jan Kvalheim Bjørn Maaseide              | Italie Andrea Ghiurghi Dionisio Lequaglie        | NC                                             | NC                                           | NC                                            |
| 1994 | Almería (hommes)     | Espinho (femmes)     | Norvège Jan Kvalheim Bjørn Maaseide            | Espagne Santiago Aguilera Javier Bosma           | Allemagne Jörg Ahmann Axel Hager                 | Allemagne Beate Bühler Danja Müsch             | Tchéquie Martina Hudcová Dolores Storková    | Italie Cristiana Parenzan Lucilla Perrotta    |
| 1995 | Saint-Quay-Portrieux | Saint-Quay-Portrieux | Pays-Bas Marko Klok Michiel van der Kuip       | Tchéquie Milan Džavoronok Václav Fikar           | Italie Piero Antonini Dionisio Lequaglie         | Allemagne Cordula Borger Beate Paetow          | Norvège Merita Berntsen Ragni Hestad         | Allemagne Beate Bühler Danja Müsch            |
| 1996 | Pescara              | Pescara              | Tchéquie Marek Pakosta Michal Palinek          | Allemagne Jörg Ahmann Axel Hager                 | Italie Andrea Ghiurghi Nicola Grigolo            | Tchéquie Eva Celbová Soňa Nováková             | Allemagne Beate Bühler Danja Müsch           | Italie Laura Bruschini Annamaria Solazzi      |
| 1997 | Riccione             | Riccione             | Norvège Vegard Høidalen Jørre André Kjemperud  | Norvège Jan Kvalheim Bjørn Maaseide              | Suisse Martin Laciga Paul Laciga                 | Italie Laura Bruschini Annamaria Solazzi       | Italie Daniela Gattelli Lucilla Perrotta     | Tchéquie Eva Celbová Soňa Nováková            |
| 1998 | Rhodes               | Rhodes               | Suisse Martin Laciga Paul Laciga               | Norvège Jan Kvalheim Bjørn Maaseide              | Norvège Vegard Høidalen Jørre André Kjemperud    | Tchéquie Eva Celbová Soňa Nováková             | Pays-Bas Rebekka Kadijk Debora Schoon-Kadijk | Italie Laura Bruschini Annamaria Solazzi      |
| 1999 | Palma de Majorque    | Palma de Majorque    | Suisse Martin Laciga Paul Laciga               | Espagne Javier Bosma Fabio Díez                  | Norvège Jan Kvalheim Bjørn Maaseide              | Italie Laura Bruschini Annamaria Solazzi       | France Anabelle Prawerman Cécile Rigaux      | Tchéquie Eva Celbová Soňa Nováková            |
| 2000 | Getxo                | Getxo                | Suisse Martin Laciga Paul Laciga               | Suisse Markus Egger Sascha Heyer                 | Norvège Vegard Høidalen Jørre André Kjemperud    | Italie Laura Bruschini Annamaria Solazzi       | Allemagne Danja Müsch Jana Vollmer           | Pays-Bas Rebekka Kadijk Debora Schoon-Kadijk  |
| 2001 | Jesolo               | Jesolo               | Suisse Markus Egger Sascha Heyer               | Suisse Martin Laciga Paul Laciga                 | Norvège Vegard Høidalen Jørre André Kjemperud    | Grèce Vasso Karantasiou Effrosyni Sfyri        | Suisse Simone Kuhn Nicole Schnyder-Benoit    | Allemagne Andrea Ahmann Ulrike Schmidt        |
| 2002 | Bâle                 | Bâle                 | Allemagne Markus Dieckmann Jonas Reckermann    | Suisse Martin Laciga Paul Laciga                 | Norvège Vegard Høidalen Jørre André Kjemperud    | Italie Daniela Gattelli Lucilla Perrotta       | Pays-Bas Rebekka Kadijk Marrit Leenstra      | Tchéquie Eva Celbová Soňa Nováková            |
| 2003 | Alanya               | Alanya               | Autriche Nik Berger Clemens Doppler            | Allemagne Markus Dieckmann Jonas Reckermann      | Suisse Markus Egger Sascha Heyer                 | Allemagne Stephanie Pohl Okka Rau              | Allemagne Andrea Ahmann Jana Vollmer         | Italie Daniela Gattelli Lucilla Perrotta      |
| 2004 | Timmendorfer Strand  | Timmendorfer Strand  | Allemagne Markus Dieckmann Jonas Reckermann    | Suisse Markus Egger Sascha Heyer                 | Suisse Patrick Heuscher Stefan Kobel             | Suisse Simone Kuhn Nicole Schnyder-Benoit      | Norvège Susanne Glesnes Kathrine Maaseide    | Italie Daniela Gattelli Lucilla Perrotta      |
| 2005 | Moscou               | Moscou               | Espagne Pablo Herrera Raúl Mesa                | Suisse Patrick Heuscher Stefan Kobel             | Allemagne Markus Dieckmann Jonas Reckermann      | Grèce Vassilikí Arvaníti Vasso Karantasiou     | Pays-Bas Rebekka Kadijk Merel Mooren         | Allemagne Stephanie Pohl Okka Rau             |
| 2006 | La Haye              | La Haye              | Allemagne Julius Brink Christoph Dieckmann     | Pays-Bas Jochem de Gruijter Gijs Ronnes          | Suisse Patrick Heuscher Stefan Kobel             | Russie Alexandra Shiryayeva Natalya Uryadova   | Pays-Bas Rebekka Kadijk Merel Mooren         | Norvège Nila Håkedal Ingrid Tørlen            |
| 2007 | Valence              | Valence              | Autriche Clemens Doppler Peter Gartmayer       | Pays-Bas Reinder Nummerdor Richard Schuil        | Allemagne David Klemperer Eric Koreng            | Grèce Vassilikí Arvaníti Vasso Karantasiou     | Allemagne Sara Goller Laura Ludwig           | Norvège Nila Håkedal Ingrid Tørlen            |
| 2008 | Hambourg             | Hambourg             | Pays-Bas Reinder Nummerdor Richard Schuil      | Allemagne Kay Matysik Stefan Uhmann              | Russie Dmitri Barsouk Igor Kolodinsky            | Allemagne Sara Goller Laura Ludwig             | Norvège Nila Håkedal Ingrid Tørlen           | Norvège Susanne Glesnes Kathrine Maaseide     |
| 2009 | Sotchi               | Sotchi               | Pays-Bas Reinder Nummerdor Richard Schuil      | Autriche Florian Gosch Alexander Horst           | Espagne Adrián Gavira Pablo Herrera              | Lettonie Inese Jursone Inguna Minusa           | Allemagne Sara Goller Laura Ludwig           | Suisse Simone Kuhn Nadine Zumkehr             |
| 2010 | Berlin               | Berlin               | Pays-Bas Reinder Nummerdor Richard Schuil      | Autriche Clemens Doppler Matthias Mellitzer      | Lettonie Mārtiņš Pļaviņš Jānis Šmēdiņš           | Allemagne Sara Goller Laura Ludwig             | Allemagne Katrin Holtwick Ilka Semmler       | Finlande Emilia Nyström Erika Nyström         |
| 2011 | Kristiansand         | Kristiansand         | Allemagne Julius Brink Jonas Reckermann        | Allemagne Jonathan Erdmann Kay Matysik           | Pays-Bas Reinder Nummerdor Richard Schuil        | Italie Greta Cicolari Marta Menegatti          | Autriche Barbara Hansel Sara Montagnolli     | Allemagne Sara Goller Laura Ludwig            |
| 2012 | Schéveningue         | Schéveningue         | Allemagne Julius Brink Jonas Reckermann        | Pays-Bas Emiel Boersma Daan Spijkers             | Norvège Tarjei Skarlund Martin Spinnangr         | Pays-Bas Sanne Keizer Marleen van Iersel       | Grèce Vassilikí Arvaníti Maria Tsiartsiani   | Espagne Elsa Baquerizo Liliana Steiner        |
| 2013 | Klagenfurt           | Klagenfurt           | Espagne Adrián Gavira Pablo Herrera            | Lettonie Aleksandrs Samoilovs Jānis Šmēdiņš      | Pologne Grzegorz Fijalek Mariusz Prudel          | Autriche Doris Schwaiger Stefanie Schwaiger    | Espagne Elsa Baquerizo Liliana               | Allemagne Laura Ludwig Kira Walkenhorst       |
| 2014 | Cagliari             | Cagliari             | Italie Paolo Nicolai Daniele Lupo              | Lettonie Aleksandrs Samoilovs Jānis Šmēdiņš      | Allemagne Clemens Doppler Alexander Horst        | Pays-Bas Madelein Meppelink Marleen van Iersel | Espagne Tanja Goricanec Tanja Hüberli        | Allemagne Laura Ludwig Kira Walkenhorst       |
| 2015 | Klagenfurt           | Klagenfurt           | Lettonie Aleksandrs Samoilovs Jānis Šmēdiņš    | Italie Alex Ranghieri Adrian Carambula           | Pays-Bas Reinder Nummerdor Christiaan Varenhorst | Allemagne Laura Ludwig Kira Walkenhorst        | Russie Evgenia Ukolova Ekaterina Birlova     | Pologne Kinga Kołosińska Monika Brzostek      |
| 2016 | Bienne               | Bienne               | Italie Paolo Nicolai Daniele Lupo              | Russie Konstantin Semenov Viacheslav Krasilnikov | Pologne Grzegorz Fijalek Mariusz Prudel          | Allemagne Laura Ludwig Kira Walkenhorst        | Tchéquie Marketa Slukova Barbora Hermannová  | Allemagne Karla Borger Britta Büthe           |
| 2017 | Jūrmala              | Jūrmala              | Italie Paolo Nicolai Daniele Lupo              | Lettonie Aleksandrs Samoilovs Jānis Šmēdiņš      | Pays-Bas Alexander Brouwer Robert Meeuwsen       | Allemagne Nadja Glenzke Julia Großner          | Tchéquie Kristýna Kolocová Michala Kvapilová | Allemagne Chantal Laboureur Julia Sude        |
| 2018 | Pays-Bas             | Pays-Bas             | Norvège Anders Mol Christian Sørum             | Lettonie Aleksandrs Samoilovs Jānis Šmēdiņš      | Espagne Pablo Herrera Adrián Gavira              | Pays-Bas Sanne Keizer Madelein Meppelink       | Suisse Nina Betschart Tanja Hüberli          | Tchéquie Markéta Sluková Barbora Hermannová   |
| 2019 | Moscou               | Moscou               | Norvège Anders Mol Christian Sørum             | Russie Ilya Leshukov Konstantin Semenov          | Autriche Martin Ermacora Moritz Pristauz         | Lettonie Tīna Graudiņa Anastasija Kravčenoka   | Pologne Katarzyna Kociołek Kinga Wojtasik    | Espagne Elsa Baquerizo Liliana Fernández      |
| 2020 | Jūrmala              | Jūrmala              | Norvège Anders Mol Christian Sørum             | Russie Viacheslav Krasilnikov Oleg Stoyanovskiy  | Italie Paolo Nicolai Daniele Lupo                | Suisse Joana Heidrich Anouk Vergé-Dépré        | Allemagne Kim Behrens Cinja Tillmann         | Russie Nadezda Makroguzova Svetlana Kholomina |
| 2021 | Vienne               | Vienne               | Norvège Anders Mol Christian Sørum             | Pays-Bas Stefan Boermans Yorick de Groot         | Pologne Piotr Kantor Bartosz Łosiak              | Suisse Nina Betschart Tanja Hüberli            | Pays-Bas Katja Stam Raïsa Schoon             | Allemagne Karla Borger Julia Sude             |
| 2022 | Munich               | Munich               | Suède David Åhman Jonatan Hellvig              | Tchéquie Ondřej Perušič David Schweiner          | Norvège Anders Mol Christian Sørum               | Lettonie Tīna Graudiņa Anastasija Kravčenoka   | Suisse Nina Brunner Tanja Hüberli            | Pays-Bas Raïsa Schoon Katja Stam              |
| 2023 | Vienne               | Vienne               | Suède David Åhman Jonatan Hellvig              | Pays-Bas Leon Luini Yorick de Groot              | Ukraine Sergiy Popov Eduard Reznik               | Suisse Nina Brunner Tanja Hüberli              | Espagne Daniela Álvarez Tania Moreno         | Allemagne Laura Ludwig Louisa Lippmann        |
| 2024 | Pays-Bas             | Pays-Bas             | Lettonie Mārtiņš Pļaviņš Kristians Fokerots    | Allemagne Clemens Wickler Nils Ehlers            | Pays-Bas Steven van de Velde Matthew Immers      | Allemagne Svenja Müller Cinja Tillmann         | Italie Valentina Gottardi Marta Menegatti    | Suisse Esmée Böbner Zoé Vergé-Dépré           |
| 2025 | Düsseldorf           | Düsseldorf           | Norvège Anders Mol Christian Sørum             | Suède David Åhman Jonatan Hellvig                | Pays-Bas Alexander Brouwer Steven van de Velde   | Ukraine Maryna Hladun Tetiana Lazarenko        | France Clémence Vieira Aline Chamereau       | Allemagne Svenja Müller Cinja Tillmann        |

## Tableau des médailles
Après l'édition 2025.
| Rang  | Nation    | Or | Argent | Bronze | Total |
| ----- | --------- | -- | ------ | ------ | ----- |
| 1     | Norvège   | 7  | 3      | 7      | 17    |
| 2     | Allemagne | 5  | 5      | 3      | 13    |
| 3     | Pays-Bas  | 4  | 5      | 5      | 14    |
| 4     | Suisse    | 4  | 5      | 4      | 13    |
| 5     | Italie    | 3  | 1      | 4      | 8     |
| 6     | Lettonie  | 2  | 4      | 1      | 7     |
| 7     | Autriche  | 2  | 2      | 2      | 6     |
| 8     | Espagne   | 2  | 2      | 2      | 6     |
| 9     | Suède     | 2  | 1      |        | 3     |
| 10    | Tchéquie  | 1  | 2      |        | 3     |
| 11    | France    | 1  |        |        | 1     |
| 12    | Russie    |    | 3      | 1      | 4     |
| 13    | Pologne   |    |        | 3      | 3     |
| 14    | Ukraine   |    |        | 1      | 1     |
| Total | Total     | 33 | 33     | 33     | 99    |

| Rang  | Nation    | Or | Argent | Bronze | Total |
| ----- | --------- | -- | ------ | ------ | ----- |
| 1     | Allemagne | 9  | 7      | 11     | 27    |
| 2     | Italie    | 5  | 2      | 5      | 12    |
| 3     | Suisse    | 4  | 4      | 2      | 10    |
| 4     | Pays-Bas  | 3  | 5      | 2      | 10    |
| 5     | Grèce     | 3  | 1      |        | 4     |
| 6     | Lettonie  | 3  |        |        | 3     |
| 7     | Tchéquie  | 2  | 3      | 4      | 9     |
| 8     | Russie    | 1  | 1      | 1      | 3     |
| 9     | Autriche  | 1  | 1      |        | 2     |
| 10    | Ukraine   | 1  |        |        | 1     |
| 11    | Norvège   |    | 3      | 3      | 6     |
| 12    | Espagne   |    | 2      | 2      | 4     |
| 13    | France    |    | 2      |        | 2     |
| 14    | Pologne   |    | 1      | 1      | 2     |
| 15    | Finlande  |    |        | 1      | 1     |
| Total | Total     | 32 | 32     | 32     | 96    |